# Бохановський Іван Васильович
Бохановський (Бобир-Бохановський) Іван Васильович (нар.26 червня (8 липня) 1848 — пом.11 серпня 1917, Брюссель) — український революційний діяч, з дворян Переяславського повіту Полтавської губернії.

## Життєпис
Навчався у Другій київській гімназії. 
У 1870 році вступив на юридичний факультет Київського університету, але 1875 року був виключений через причетність до студентських заворушень. 
Брав участь у «ходінні в народ». У 1874 під виглядом робітника перебував у маєтку О.Волкенштейна (чоловіка Людмили Волкенштейн). 1875 року був заарештований за соціалістичну пропаганду, проте наступного року був звільнений під нагляд поліції.
Брав участь у групі «південних бунтарів». Так, у 1877 разом з  Левом Дейчем та Яковом Стефановичем готував на Чигиринщині селянське повстання, але підпільну організацію було викрито, а її провідників ув'язнено в Києві. У 1878 році разом із Дейчем і Стефановичем за допомоги В. Осинського та М. Фроленка втік із Лук’янівської тюрми до Кременчука, звідти перебрався до Санкт-Петербурга і емігрував за кордон.
У Женеві ввійшов до народницького гуртка «Робітник». Там він потоваришував з колишніми учасниками Паризької комуни 1871. Працював складачем у друкарнях «Работник», «Révolté» («Повстанець»), порядкував друкарнею народовольців (від 1886 року разом із дружиною — Галиною Чернявською-Бохановською).
Серед товаришів мав прізвисько «Козак». 
1902 року вступив до партії соціалістів-революціонерів, у якій завідував друкарнею «Революционная Россия». 
З 1912 оселився у Бельгії.
11 липня 1917 року помер у місті Брюссель.